# 布特格其
布特格其（1923年—），又名吴向宸，男，蒙古族，黑龙江省杜尔伯特县人，中华人民共和国政治人物，曾任中共呼伦贝尔盟委书记，内蒙古自治区人大常委会副主任。